# Pteronia teretifolia
Pteronia teretifolia là một loài thực vật có hoa trong họ Cúc. Loài này được (Thunb.) Fourc. miêu tả khoa học đầu tiên năm 1932.